# Vredesvävd
Vredesvävd è l'ottavo album discografico in studio del gruppo musicale folk metal finlandese dei Finntroll, pubblicato nel 2020 dalla Century Media.

## Tracce
1. Väktaren – 2:48
2. Att döda med en sten – 3:37
3. Ormfolk – 3:58
4. Grenars väg – 3:44
5. Forsen – 4:07
6. Vid häxans härd – 4:01
7. Myren – 2:49
8. Stjärnors mjöd – 4:08
9. Mask – 3:01
10. Ylaren – 5:08
11. Outro – 1:03

### Formazione
- Vreth - voce
- Routa - chitarra, cori
- Skrymer - chitarra, tastiere
- Tundra - basso, cori
- Trollhorn - tastiera, chitarra, banjo, scacciapensieri, cori